# ویسپرینگ پاینز (کارولینای شمالی)
ویسپرینگ پاینز (به انگلیسی: Whispering Pines) شهری در ایالت کارولینای شمالی کشور ایالات متحده آمریکا است که جمعیت آن در سرشماری سال ۲۰۱۰ میلادی، ۲٬۹۲۸ نفر بوده‌است.